# Wiener Kunstschule
Die Wiener Kunstschule ist eine Privatschule mit Öffentlichkeitsrecht und agiert unter kunstschule.wien in der Öffentlichkeit. Schulerhalter ist der Verein wiener kunst schule.
Die Wiener Kunstschule bietet das Studium der Freien Kunst mit individuellen Schwerpunktsetzungen in durch Semester strukturierten Lehrplänen an. Das Studium gliedert sich in das Orientierungsjahr (1. Studienabschnitt) und in den zweiten Studienabschnitt.
Die Wiener Kunstschule ist eine Aus- und Weiterbildungsstätte für bildende und angewandte Kunst. Alle ab dem 16. Lebensjahr sind berechtigt, an der Wiener Kunstschule zu inskribieren. Der Direktor der Kunstschule kann in begründeten Einzelfällen auch Ausnahmen gestatten. Für minderjährige Studierende ist ein Vorgespräch mit den Erziehungsberechtigten verpflichtend. Für ausländische Studierende ist eine ausreichende Kenntnis der deutschen oder englischen Sprache Voraussetzung. Das Studium der Freien Kunst umfasst sechs Semester und wird mit einem Diplom abgeschlossen. Es werden folgende Studienschwerpunkte angeboten: Animation & Experimentalfilm, Bildhauerei, Comic, Design und Raum, Druckgraphik, Grafik-Design, Malerei & Prozess und Keramik.

## Geschichte
1946/47 gründete Gerda Matejka-Felden gemeinsam mit Karl Lugmayer und Leopold Langhammer den Verein Künstlerische Volkshochschule. Dieser war als Fachschule zur Vorbereitung der Meisterkurse für künstlerische Berufe konzipiert. Die Räumlichkeiten der Schule befanden sich zunächst im Souterrain der Akademie der Bildenden Künste Wien. Matejka-Felden wollte Kunst breiteren Kreisen der Bevölkerung zugänglich machen und jenen Bewerbern der Kunstakademie eine Ausbildung möglich machen, die von der Prüfungskommission nicht zu einem ordentlichen Studium aufgenommen wurden.
Bereits im Jahre 1950 bestand das Kursprogramm der Künstlerischen Volkshochschule aus dreiundzwanzig Kursen. 1954 gründete Gerda Matejka-Felden die Wiener Kunstschule, die zunächst als Privatschule geführt wurde. 1963 übersiedelte die Kunstschule in gemeinsame Räumlichkeiten mit der Künstlerischen Volkshochschule in die Lazarettgasse, welche heute organisatorisch zum Verband der Wiener Volksbildung gehört. Die Wiener Kunstschule, die zunächst als reine Privatschule geführt wurde, erhielt 1965 das Öffentlichkeitsrecht. Sie blieb mit der Künstlerischen Volkshochschule administrativ und finanziell eng verbunden. Es fehlte ein Lehrplan im heutigen Sinn, ausgewählte Kurse der Wiener Volkshochschule wurden auch für Kunstschüler angeboten. Durch unterschiedlichen Aufgaben der beiden Vereine kam es zu Spannungen. Das Bundesministerium für Unterricht drängte unter Androhung des Entzugs des Öffentlichkeitsrechtes den schulerhaltenden Verein zu einer Reform. Diese sollte das Organisationsstatut, die Lehrpläne und die Prüfungsordnung enthalten.
1989 übernahm Günter Povaly die Direktion der Wiener Kunstschule und leitete die nötigen Reformen ein. Die Trennung der Lehrveranstaltungen der Kunstschule von den Kursen der Künstlerischen Volkshochschule war die wichtigste Neuerung. Es wurde ein Orientierungsjahr eingeführt, welches mit einer kommissionellen Übertrittsprüfung in den zweiten Studienabschnitt gekoppelt wurde. Die Leitung der Werkstätten, welche nach wie vor sowohl von der Kunstschule, als auch der künstlerischen Volkshochschule genutzt wurden, wurde auf zwei gleichberechtigte Lehrende aufgeteilt. Die Gesamtreform führte 1994 zur Bestätigung des Öffentlichkeitsrechts.
Der Wiener Gemeinderat beschloss 1994 den Dachausbau und eine jährliche Subventionierung im Umfang von etwa 40 % des Schulbudgets. Damit legte er die finanzielle und räumliche Grundlage zur Erhaltung der Wiener Kunstschule. Es waren Studiengebühren zu entrichten. Förderer der Wiener Kunstschule war das Magistrat der Stadt Wien, Abteilung MA 13 (Bildung).
Ende 2014 stellte die Wiener Kunstschule schlussendlich ihren Betrieb ein. Grund dafür waren unüberwindbare Differenzen mit der Stadt Wien, die den Großteil der finanziellen Förderung stellte. Nach einer Umstrukturierungsphase nahm die neue Kunstschule Wien den Lehrbetrieb im Herbst 2015 in der künstlerischen Volkshochschule in der Lazarettgasse im 9. Bezirk und im Sandleitenhof in Ottakring wieder auf. Die Kunstschule Wien kooperiert mit der Kultur- und Stadtteilinitiative Soho in Ottakring. Ab 2015 erhielt die Kunstschule Wien projektbezogene Förderungen des BKA, Bundeskanzleramt Sektion Kunst und der Kulturabteilung der Stadt Wien.

## Direktoren
Günter Povaly war von 1989 bis 1998 Direktor, von 1999 bis 2012 Gerhard Hermanky. Danach übernahm Daniela Schmeiser von Jahresbeginn bis November 2012. Bis Juni 2013 leitete Eliane Huber Irikawa die Wiener Kunstschule interimistisch. Von Oktober 2013 bis Juni 2014 war Nicoletta Blacher Direktorin der Wiener Kunstschule. Ab November 2015 übernahm Gerlinde Thuma die Leitung. Im Jahr 2017 hatte Ula Schneider die Direktion inne. Von 2018 bis 2024 führte Eliane Huber Irikawa die Schule. Seit Oktober 2024 hat Andrea Pesendorfer die Direktion übernommen.